# 슈퍼 홍길동 3
"슈퍼 홍길동 3"은 서울동화프로덕션에서 제작된 코미디 액션영화이다. 3편에서는 도사가 나오지 않으며, 복돌이와 끝순이에 관한 이야기가 주를 이룬다.

## 상영 정보
- 극장개봉 : 1989년 8월 5일
- 비디오출시 : 1990년 4월 10일 (VHS, 백록비디오프로덕션)

## 등장인물

### 주인공
- 김정식 : 홍길동
- 박지수 : 얌전이 → 강미라

### 주변 인물
- 조금산 : 김복돌 → 강창수
- 이경애 : 끝순이
- 권일수 : 퉁가
- 강영철 : 황보
- 황춘수
- 원진
- 안은희
- 박세범
- 이재규
- 김두환
- 조병옥
- 김미숙
- 김선순
- 정사용
- 송금식
- 박춘길
- 장인한 : 윤 초시

## 제작진
- 감독/각본 : 조명화
- 총감독, 제작 : 김청기
- 조감독 : 심병섭, 이승배
- 기록 : 김진향
- 촬영부 : 이동삼, 진재복, 김범수
- 촬영 : 허응희
- 조명 : 김진도
- 조명부 : 최웅, 이재봉, 임진국, 안효석
- 스틸 : 양기주
- 기획 : 김춘범
- 제작부장 : 최창돈, 양근복
- 녹음 : 김병수, 이성근
- 음악 : 남우영
- 특수효과 : 정도안
- 무술감독 : 권일수
- 미용 : 투영미용실
- 의상 : 권유진
- 분장 : 장인한
- 편집 : 이경자
- 원화 : 박혜원
- 채화 : 박춘옥, 김미례
- 소품 : 차순하
- 진행 : 송만석
- 효과 : 양대호
- 현상 : 영화진흥공사

## 협찬
- 어린이대공원 놀이동산, 서울동화과학

## 같이 보기
- 슈퍼 홍길동 시리즈